# Fadily Camara
Pour les articles homonymes, voir Camara.
Fadily Camara est une humoriste et actrice française, née le 17 septembre 1992 à Paris.

## Biographie
Fadily Camara naît le 17 septembre 1992 à Paris. Elle a des origines à la fois guinéennes, sénégalaises et marocaines. Après l'obtention de son baccalauréat, elle commence des études de BTS de communication.

### Carrière
Intéressée par le théâtre et surtout par les drames classiques, elle commence pourtant à se produire dans des sketchs au Paname Art Café et découvre alors son potentiel humoristique.
Elle est ensuite repérée par le Jamel Comedy Club, où elle se produit pour la première fois en 2015. Après deux ans dans cette émission, elle monte son premier seule en scène, Plus drôle que la plus drôle de tes copines, au Théâtre du Point-Virgule. Elle a aussi joué ce spectacle à La Cigale en 2019. C’est d’ailleurs un tel succès que Netflix décide de le racheter pour le diffuser sur la plateforme de streaming, ce qui fait de Fadily Camara la première standuppeuse française à faire son entrée sur Netflix.
On la retrouve dans HF et dans six épisodes de Mytho. La même année, elle décroche également ses premiers rôles au cinéma, notamment dans les films Selfie, de Tristan Aurouet, ou encore Docteur ?  de Tristan Séguéla.
Fadily Camara a également participé à plusieurs émissions de télévision, notamment dans Folie passagère, en 2016, Burger Quiz, en 2018, mais surtout LOL : qui rit, sort !, en 2021.
En 2020, elle joue dans Tout simplement noir où elle incarne l'épouse du personnage principal, interprété par Jean-Pascal Zadi. Elle retrouve le même type de rôle au côté de Zadi dans la série Netflix En place en 2023.

### Vie privée
En 2015, Fadily Camara se marie avec l'humoriste et acteur Hakim Jemili, qu'elle a rencontré dans le cadre d'une soirée de stand-up organisée à l'Abracadabar. Le couple a un garçon né en 2021.

## Théâtre
Sauf indication contraire ou complémentaire, les informations mentionnées dans cette section peuvent être confirmées par la base de données Les Archives du spectacle.
- 2015-2017 : Jamel Comedy Club, la troupe (spectacle collectif), mise en scène de Franck Cimière et IZM, en tournée
- 2017 : Plus drôle que la plus drôle de tes copines (seule en scène), au Théâtre du Point-Virgule[2]

## Filmographie
Sauf indication contraire, les informations mentionnées dans cette section peuvent être confirmées par les bases de données cinématographiques IMDb et Allociné,  présentes dans la section « Liens externes ».

### Télévision
- 2016 : Deux flics sur les docks (série télévisée), épisode Visa pour l'enfer d'Edwin Baily : Aouane
- 2019-2021 : Mytho (série télévisée), 6 épisodes : Shanah
- 2019 : HF (shortcom, diffusée dans l'émission Clique sur Canal+)[3]
- 2021 : Les Héritières (téléfilm) de Nolwenn Lemesle : Julienne
- 2021 : Carrément craignos (mini-série) : Karen
- 2021 : La Super vie d'Hakim (série télévisée), 2 épisodes : elle-même
- 2022 : Des gens bien ordinaires (série télévisée), saison 1, 3 épisodes : Céline
- 2022 : Derby Girl (série télévisée), saison 2, épisode Licorne Stadium : la sélectionneuse
- 2023-2024 : En place (série télévisée) de Jean-Pascal Zadi, saisons 1 et 2 : Marion Blé, la compagne de Stéphane, coiffeuse
- 2023 : Kôkôrîkô (série télévisée)
- 2024 : Ça, c'est Paris ! (mini-série) de Marc Fitoussi : Sophie
- 2024 : Dans 5 ans (téléfilm) de Léa Rouaud

### Cinéma

#### Longs métrages
- 2019 : Selfie (film collectif), segment 2,6/5 de Tristan Aurouet : fille maman morte
- 2019 : Docteur ? de Tristan Séguéla : Sonya Derringer, la femme qui accouche
- 2020 : Tout simplement noir de John Wax et Jean-Pascal Zadi : elle-même, organisatrice d'une conférence-débat féministe noire
- 2021 : Les Méchants de Mouloud Achour et Dominique Baumard : Fadily
- 2021 : C’est la vie de Julien Rambaldi : Clémence, la compagne de Lan
- 2021 : Friendzone de Charles Van Tieghem : Lulu
- 2024 : Pas de vagues de Teddy Lussi-Modeste : Fatou
- 2025 : Coka Chicas de Roxine Helberg : Chanel
- 2025 : Le Grand Déplacement de Jean-Pascal Zadi : Mariama N'Diaye

#### Courts métrages
- 2016 : Norman - The Walking Dead d'Antoine Barillot et Norman Thavaud : Michonne
- 2019 : Je suis votre chauffeur de Marc Allal : Fadily

### Doublage
- 2019 : One Piece: Stampede de Takashi Ōtsuka (film d'animation) : Ann[5]
- 2021 : L'Attaque des Titans (série d'animation) : une infirmière[6] (saison 4, partie 1)

## Émissions de télévision
Ne sont pas listées ici les émissions dans lesquelles elle n'a été qu'invitée, ni celles dans lesquelles sont diffusées des programmes de fiction auxquelles elle participe (voir filmographie).
- 2015-2016 : Jamel Comedy Club (sur Canal+) - participante (sketchs)
- 2016 : Folie passagère (sur France 2) - chroniqueuse
- 2018 : Burger Quiz (sur TMC) - participante
- 2021 et 2023 : LOL : qui rit, sort ! (sur Prime Video) : participation  (saison 1 et 4)
- 2022 : Celebrity Hunted – Chasse à l'Homme (sur Prime Video) - participante/gagnante
- 2023: Les Flammes (sur W9) - présentatrice

## Distinction
- Olympia Awards 2019 : nomination comme révélation humour de l'année[7]